# Xenomyrmex stollii
Xenomyrmex stollii är en myrart som beskrevs av Auguste-Henri Forel 1885. Xenomyrmex stollii ingår i släktet Xenomyrmex och familjen myror. Inga underarter finns listade i Catalogue of Life.

## Bildgalleri

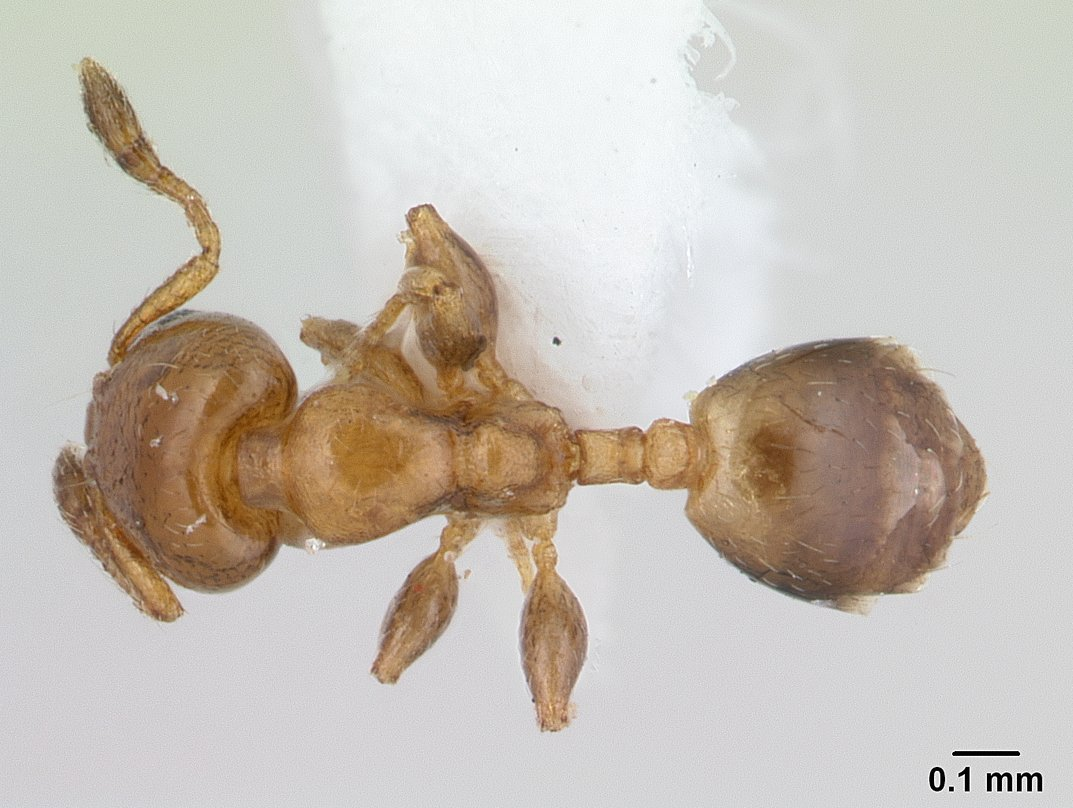
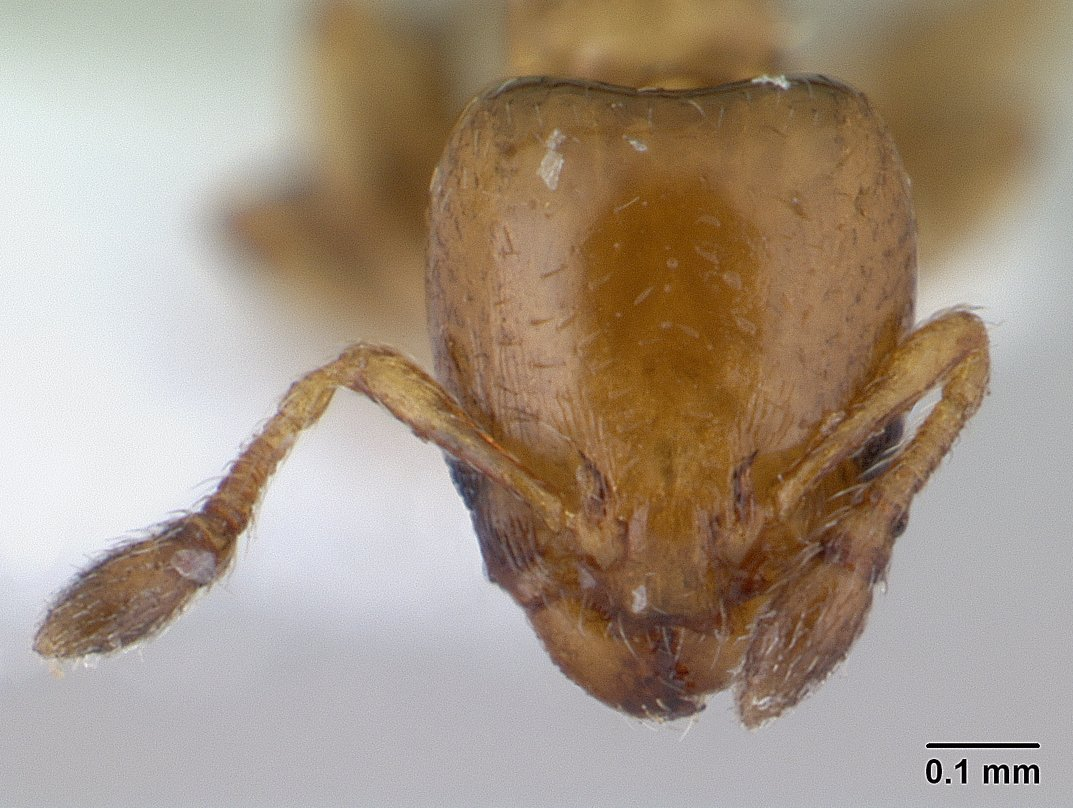
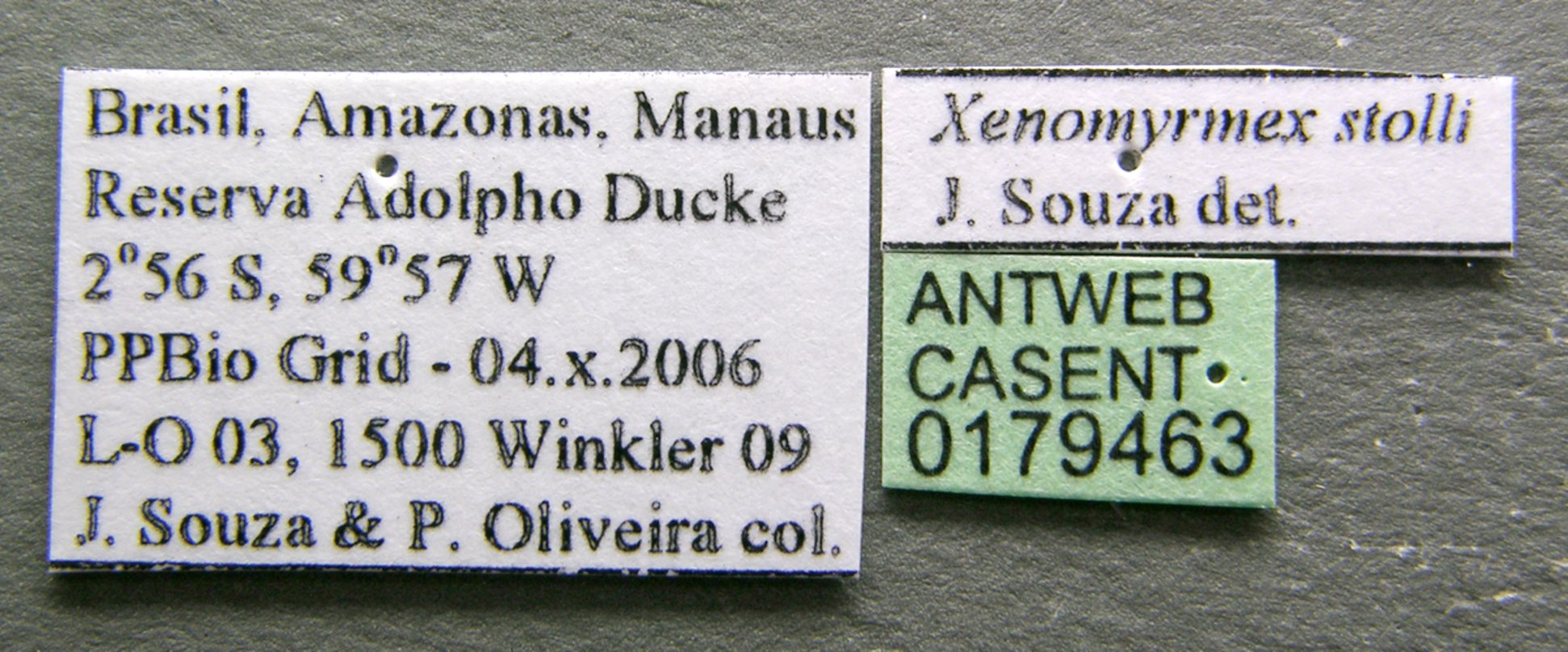
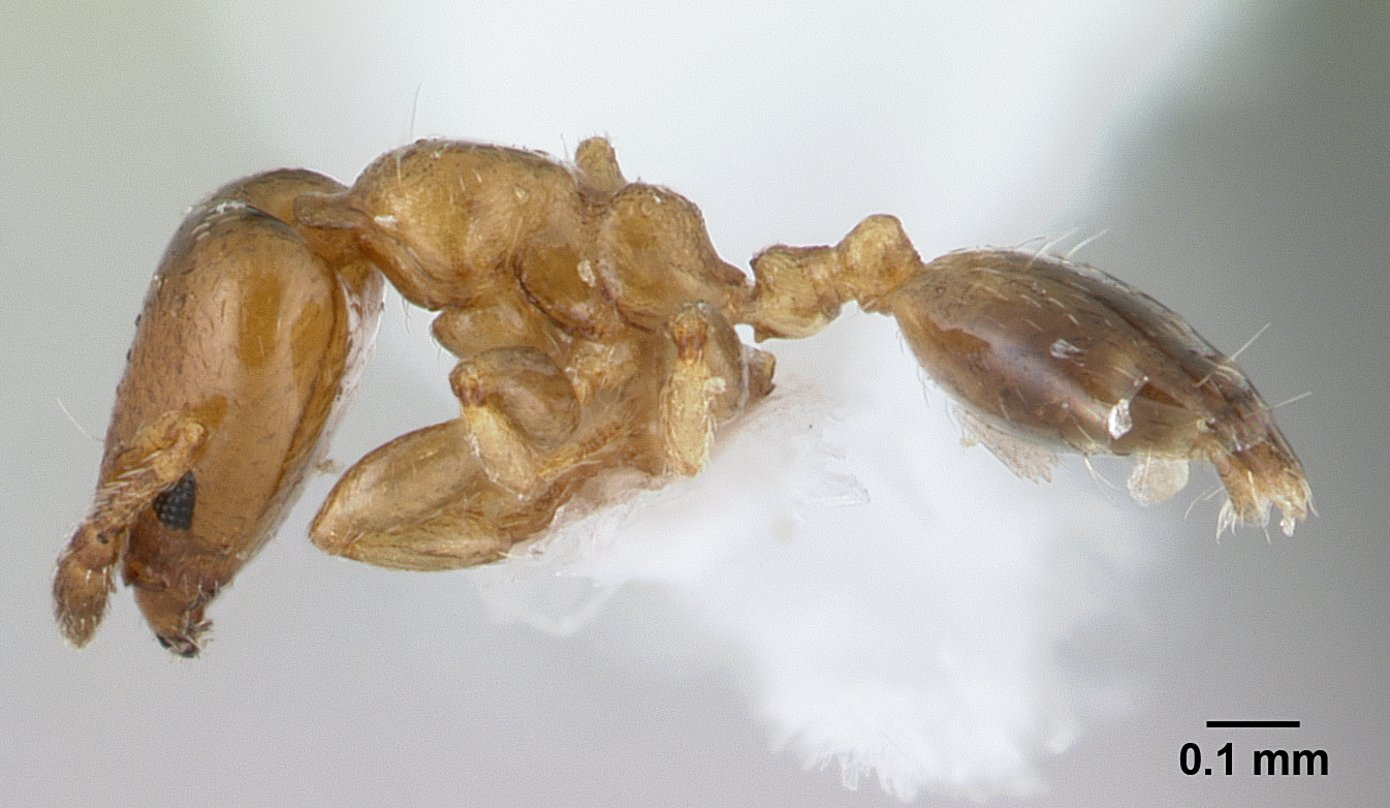